# غريغوريو رودريغيز
غريغوريو رودريغيز (بالإسبانية: Gregorio Rodríguez)‏ (1 يناير 1900 - 1 يناير 2000) هو لاعب كرة قدم أوروغواني سابق كان يلعب كلاعب وسط.

## وصلات خارجية
- غريغوريو رودريغيز على موقع ناشيونال فوتبول تيمز (الإنجليزية)